# أولريك نيسر
أولريك غوستاف نيسر (8 ديسمبر 1928 - 17 فبراير 2012) كان عالم نفس أمريكي مولود في ألمانيا وعضو في الأكاديمية الوطنية الأمريكية للعلوم. يُلقب باسم «الأب المؤسس لعلم النفس المعرفي». بحث نيسر وكتب عن الإدراك والذاكرة. افترض إمكانية قياس العمليات العقلية للشخص وتحليلها لاحقًا. في عام 1967، نشر نيسر كتاب «علم النفس المعرفي»، وقال لاحقًا أنه اعتُبر هجومًا على النماذج النفسية السلوكية. جلب كتاب علم النفس المعرفي الشهرة الفورية لنيسر في مجال علم النفس. اعتُبر كتاب علم النفس المعرفي غير تقليدي، لكن تضمن كتاب نيسر «الإدراك والواقع» بعض أفكاره الأكثر إثارة للجدل. كان الموضوع الرئيسي في كتاب الإدراك والواقع هو دعوة نيسر لإجراء تجارب على الإدراك الحاصل في الأطر الطبيعية («الصالحة بيئيًا»). افترض نيسر أن الذاكرة يُعاد بناؤها إلى حد كبير، وليست مجرد التقاط سريع للحظات. وضح نيسر ذلك خلال إحدى دراساته الشهيرة حول ذكريات الناس لحادثة انفجار مكوك الفضاء تشالنجر. في حياته المهنية اللاحقة، لخص الأبحاث الحالية حول الذكاء الإنساني وحرر أول دراسة علمية رئيسية عن تأثير فلن. صنف استطلاع أجرته مجلة علم النفس العام النقدية، والذي نُشرت في عام 2002، «نيسر» على أنه الثاني والثلاثين في قائمة أكثر علماء النفس الذين استُشهد بهم في القرن العشرين.

## النشأة
ولد أولريك غوستاف نيسر في مدينة كيل بألمانيا في 8 ديسمبر عام 1928. وكان والد نيسر، هانز نيسر، اقتصاديًا يهوديًا متميزًا. في عام 1923 تزوج من والدة نيسر، شارلوت («لوت») التي كانت ذات ثقافة كاثوليكية وناشطة في الحركة النسائية في ألمانيا وحاصلة على شهادة في علم الاجتماع. كان لدى نيسر أيضًا أخت كبرى، ماريان، التي ولدت في عام 1924. كان نيسر طفلاً بدينًا ولُقب باسم «دير كلاين ديكي» (الذي يعني «ديكي الصغير»)، واختُصر لاحقًا إلى «ديك». كان اسمه يحمل حرف إتش في نهايته أصلًا (Ulrich) لكنه رأى أن الاسم كان ألمانيا أكثر من اللازم ولم يتمكن معظم أصدقاءه من نطقه بشكل صحيح، فقام بحذف الحرف إتش في النهاية.
توقع والد نيسر النزعة العسكرية لهتلر وغادر ألمانيا إلى إنجلترا في عام 1933، لحقته عائلته بعد بضعة أشهر. أبحروا إلى الولايات المتحدة على متن سفينة هامبورغ العابرة للمحيط، ووصلوا إلى نيويورك في 15 سبتمبر عام 1933.
أثناء نموه، سعى نيسر إلى التأقلم والنجاح في أمريكا. اهتم بشكل خاص بالبيسبول، ويُعتقد أن اهتمامه هذا لعب «دورًا غير مباشر ولكنه مهم في اهتماماته بعلم النفس». أتى اهتمام نيسر بالبيسبول إليه بفكرة أطلق عليها فيما بعد اسم «الذاكرة الومضية».

## تعليمه
التحق نيسر بجامعة هارفارد في أواخر الأربعينيات من القرن العشرين وتخرج في عام 1950 بمرتبة الشرف في علم النفس. دخل بعد ذلك برنامج الماجستير في كلية سوارثمور. أراد نيسر الالتحاق بكلية سوارثمور بسبب وجود ولفجانج كوهلر، أحد مؤسسي علم النفس الغشتالتي، كعضو في هيئة التدريس فيها. قال نيسر أنه كان دائمًا متعاطفًا مع المستضعفين، وذلك بسبب تجارب مر بها في طفولته مثل كونه آخر اختيار لفريق البيسبول، وربما هذا ما جذبه إلى علم نفس الغشتالتي، الذي كان مجالًا مستضعفًا من علم النفس في ذلك الوقت.
في سوارثمور، بدلاً من العمل مع ولفجانج كوهلر، عمل نيسر مع زميل كوهلر الأقل شهرة هانز والاش. التقى نيسر أيضًا بالأستاذ المساعد الجديد، هنري غليتمان، وأصبح صديقه. أصبح غليتمان معروفًا في وقت لاحق بأعماله. حصل نيسر على درجة الماجستير من جامعة سوارثمور في عام 1952. وأكمل دراسته حتى حصل على شهادة الدكتوراه في علم النفس التجريبي من قسم العلاقات الاجتماعية بجامعة هارفارد في عام 1956، وأنهى أطروحة في مجال فرعي هو علم الطبيعة النفسية. بعد ذلك أمضى عامًا يدرّس في جامعة هارفارد. وانتقل إلى جامعة برانديز، حيث وسع آفاقه الفكرية عبر الاحتكاك مع رئيس القسم أبراهام ماسلو. شعر نيسر «بالتعاطف العميق مع النزعة الإنسانية المثالية» لأبراهام ماسلو. وكان ماسلو مهتمًا بشدة أيضًا بعلم النفس الغشتالتي. بعد فترة في جامعة إيموري وجامعة بنسلفانيا، أسس نيسر نفسه أخيرًا في جامعة كورنيل، حيث قضى بقية حياته الأكاديمية.
أصبح نيسر في جامعة هارفارد صديقًأ لأوليفر سيلفريدج، وهو عالم كمبيوتر شاب في مختبرات لينكولن في معهد ماساتشوستس للتكنولوجيا. كان سلفريدج من مناصري الذكاء الآلي الأوائل. عمل نيسر كمستشار بدوام جزئي في مختبر سيلفريدج. اخترع سيلفريدج ونيسر «نموذج شبكة الجحيم في التعرف على الأنماط، الذي وصفوه في مقالة علمية أمريكية في عام 1950.» بعد العمل مع سيلفريدج، تلقى نيسر منحًا متعددة في البحوث الفكرية، ما ساهم في النهاية بإصدار أشهر كتاب له وهو «علم النفس المعرفي».

## عمله ووظيفتة
تعزز مجال علم النفس المعرفي عند نشر أول كتب نيسر وأكثرها شهرة «علم النفس المعرفي» في عام 1967. ومع ذلك، على مدى العقد المقبل، تطورت مخاوف نيسر حول المكان الذي كان يتجه نحوه علم النفس المعرفي. في عام 1976، كتب نيسر كتاب «الإدراك والواقع»، والذي عبر فيه عن ثلاثة انتقادات عامة لهذا المجال. أولاً، كان غير راضٍ عن التركيز المفرط على نماذج معالجة المعلومات المتخصصة التي يستخدمها علماء النفس المعرفي لوصف وتفسير السلوك. ثانياً، شعر أن علم النفس المعرفي فشل في معالجة الجوانب والوظائف اليومية للسلوك الإنساني. وألقى اللوم في هذا الفشل إلى حد كبير على الاعتماد المفرط على المهام المختبرية الاصطناعية التي أصبحت منتشرة في علم النفس المعرفي بحلول منتصف سبعينيات القرن العشرين. شعر أن علم النفس المعرفي عانى من انفصال شديد بين نظريات السلوك التي اختُبرت في التجارب المخبرية من ناحية، والسلوك الواقعي من ناحية أخرى، ووصف هذا الانفصال بأنه غير صالح بيئيًا. أخيرًا، وربما الأهم من ذلك كله، أنه شعر باحترام كبير تجاه نظرية الإدراك المباشر والتقاط المعلومات التي اقترحها عالم النفس الإدراكي البارز جاي. جاي. جيبسون مع زوجته الرائدة في علم النفس التنموي، إليانور جيبسون. توصل نيسر إلى استنتاج مفاده أن علم النفس المعرفي لم يكن لديه أمل كبير في تحقيق إمكاناته دون أن يأخذ بعين الاعتبار وجهة نظر جيبسون القائلة بأن السلوك الإنساني يمكن فهمه فقط من خلال البدء بتحليل المعلومات المتاحة بشكل مباشر لأي كائن مدرك.